# Widmaes Aubourg
Widmaes Aubourg (Les Cayes, Haití, 4 de abril de 1987) es ex un futbolista profesional y actual director técnico. Se desempeñaba en el terreno de juego como mediocampista ofensivo , y su último equipo como jugador fue el Club Barcelona Atlético de la Liga Dominicana de Fútbol.

## Trayectoria
| Club                    | País                 | Año          |             |
| ----------------------- | -------------------- | ------------ | ----------- |
| América des Cayes       | Haití                | 2003 - 20011 |             |
| Club Barcelona FC       | España               | Haití        | 2011 - 2011 |
| Bauger FC               | República Dominicana | 2012 - 2013  |             |
| San Cristóbal FC        | República Dominicana | 2014 - 2015  |             |
| Club Barcelona Atlético | República Dominicana | 2015 - 2017  |             |